# Lesia Nikitouk
 (mai 2018).
Lesia Ivanivna Nikitouk (en ukrainien : Леся Іванівна Нікітюк), née le 19 octobre 1987 à Khmelnytskyï (URSS), est une journaliste, présentatrice de télévision et réalisatrice ukrainienne.